# Monika Wyss
Monika Wyss (* 1959 in Basel) ist die erste Schweizerin, die entgegen dem Kirchenrecht zur „römisch-katholischen Priesterin“ geweiht wurde.
Die Priesterweihe wurde am 24. Juni 2006 an Bord eines Bodensee-Linienschiffes zwischen Deutschland und der Schweiz durch drei deutsche „Bischöfinnen“ der Gruppierung „RK Priesterinnen Europa-West“, promovierte Theologinnen, nach katholischem Ritus vollzogen. Die Weihe wird von der Amtskirche nicht anerkannt, gemäß 1382  CIC zieht sie als Tatstrafe die Exkommunikation nach sich.
Monika Wyss ist römisch-katholisch getauft, hat den Beruf einer Goldschmiedin gelernt, war unter anderem als leitende Angestellte eines Unternehmens für Bio-Zertifizierung tätig. Sie studierte anschließend von 2000 bis 2003 an der Universität Luzern katholische Theologie (ohne Abschluss) und war gleichzeitig während eines Jahres Religionslehrerin in der Pfarrei St. Gallus in Kriens LU. Wyss ist geschieden, hat vier Kinder und lebt derzeit alleinerziehend mit einer Tochter in Riehen bei Basel. Sie ist Mitglied der Gruppierung „RK Priesterinnen Europa-West“.

## Publikationen
- Für Dich. dpunkto Verlag, Hochwald 2006, ISBN 3-9523190-2-3.